# Werner Paravicini
 (février 2025).
Si vous disposez d'ouvrages ou d'articles de référence ou si vous connaissez des sites web de qualité traitant du thème abordé ici, merci de compléter l'article en donnant les références utiles à sa vérifiabilité et en les liant à la section « Notes et références ».
Pour les articles homonymes, voir Paravicini.
Werner Paravicini, né le 25 octobre 1942 à Berlin, est un historien allemand.
Il est spécialiste de la fin du Moyen Âge.

## Biographie
Werner Paravicini fit ses études à l'Université libre de Berlin chez Wilhelm Berges (histoire, monde romain), puis à Göttingen (chez Hermann Heimpel), Fribourg-en-Brisgau (chez Karl Schmid et Joachim Wollasch), Louvain (chez Léopold Genicot) et Mannheim (chez Karl Ferdinand Werner). Il fut promu en 1970 après avoir effectué sa thèse sur Guy de Brimeu sous la direction de Karl Ferdinand Werner. Il travailla de 1969 à 1984 à l'Institut historique allemand de Paris, dont il fut directeur de 1993 à 2007. Entre-temps, il fut professeur à l' Université de Cologne et à celle de Kiel, ainsi qu'à l'Académie des sciences de Göttingen. Ses recherches portent particulièrement sur l'histoire des États bourguignons, histoire de la noblesse européenne et de la civilisation de cour aux XIVe-XVe siècles, ainsi que sur les relations de la Hanse et de l'Ordre teutonique avec l'Ouest de l'Europe.
Il fut nommé en 1998 correspondant étranger de l'Académie des inscriptions et belles-lettres, puis élu associé étranger le 28 juin 2002. Il est également membre de l'Académie internationale d'héraldique.

## Choix de publications
- Werner Paravicini, Bertrand Schnerb (Hg.), Paris, capitale des ducs de Bourgogne (Beihefte der Francia, 64), Ostfildern (Thorbecke) 2007,  (ISBN 978-3-7995-7459-4) (OCLC 174166930). En ligne sur perspectivia.net
- Die Ritterlich-höfische Kultur des Mittelalters. München 1994  (ISBN 978-3486550085), 2. Auflage 1998 (Enzyklopädie deutscher Geschichte, 32)
- Die Preußenreisen des europäischen Adels. Teil 1, Sigmaringen 1989, Teil 2, Sigmaringen 1995 (Beihefte der Francia 17,2)
- Höfe und Residenzen im spätmittelalterlichen Reich. Stuttgart 2003 (de) Texte en ligne
- Die Nationalbibliothek in Paris. Ein Führer zu den Beständen aus dem Mittelalter und der Frühen Neuzeit. 1981
- Das Nationalarchiv in Paris. Ein Führer zu den Beständen aus dem Mittelalter und der Frühen Neuzeit. Préface de Jean Favier. 1980

## Distinctions
- Chevalier de l'ordre national du Mérite (2006)[2]